# Polyxenus lepagei
Polyxenus lepagei är en mångfotingart som beskrevs av Cândido Firmino de Mello-Leitão 1925. 
Polyxenus lepagei ingår i släktet Polyxenus och familjen penseldubbelfotingar. Inga underarter finns listade i Catalogue of Life.